# Soest
Soest – miasto powiatowe w zachodniej części Niemiec, w kraju związkowym Nadrenia Północna-Westfalia, w rejencji Arnsberg, siedziba powiatu Soest.
Prawa miejskie miejscowość otrzymała w połowie XII wieku – prawa miasta Soest miały wpływ na prawa miejskie nadane Kolonii oraz Lubece i były stosowane na obszarze od Nadrenii do Pogórza Wezerskiego oraz w Westfalii poza Dortmundem. Rozkwit miasta przypadł na XII–XV wiek dzięki zaangażowaniu w handel z Flandrią, Brabancją i Anglią – Soest był członkiem Hanzy. Do połowy XV wieku pod rządami arcybiskupów Kolonii, w XVII wieku pod panowaniem Brandenburgii, a od 1817 roku część Prus. Pomimo znacznych zniszczeń podczas II wojny światowej, Stare Miasto z zabudowaniami z XII–XV wieku zachowało się w dobrym stanie a ponad 600 budynków znajduje się na liście zabytków.

## Geografia
Soest leży w zachodniej części Niemiec, w kraju związkowym Nadrenia Północna-Westfalia, w rejencji Arnsberg, ok. 50 km na wschód od Dortmundu i ok. 50 km na zachód od Paderborn. Miasto sąsiaduje z gminami: Lippetal, Bad Sassendorf, Möhnesee, Ense, Welver i miastem Werl.
Największa długość miasta w kierunku wschodnio-zachodnim wynosi około 13 km, największa długość w kierunku północno-południowym wynosi około 11,5 km. Najwyższe wzniesienie ma wysokość 219 m n.p.m., natomiast najniższy punkt leży na wysokości 73 m n.p.m..
Miasto znajduje się w umiarkowanej strefie klimatycznej. Przeciętna temperatura roczna w okresie 1950–81 wynosiła +9,1 °C a średnia roczna ilość opadów 757 mm, a w okresie 1981–2010 przeciętna temperatura roczna wynosiła +9,7 °C, a średnia roczna ilość opadów 827 mm.

## Podział administracyjny

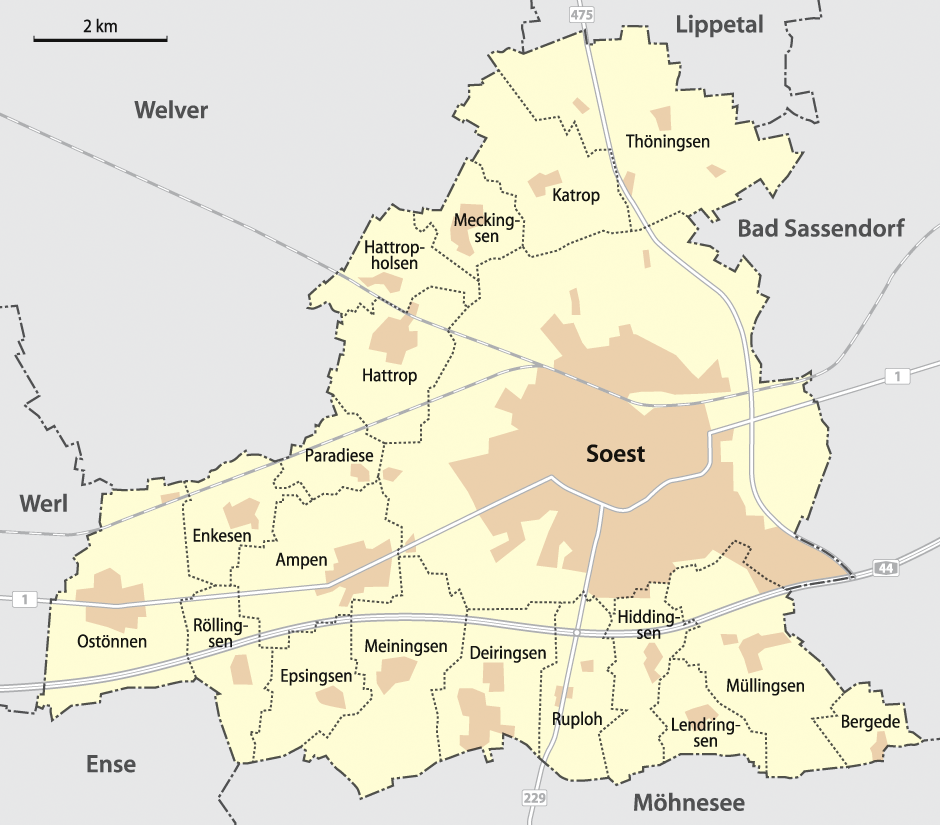
Soest, Ortsteile

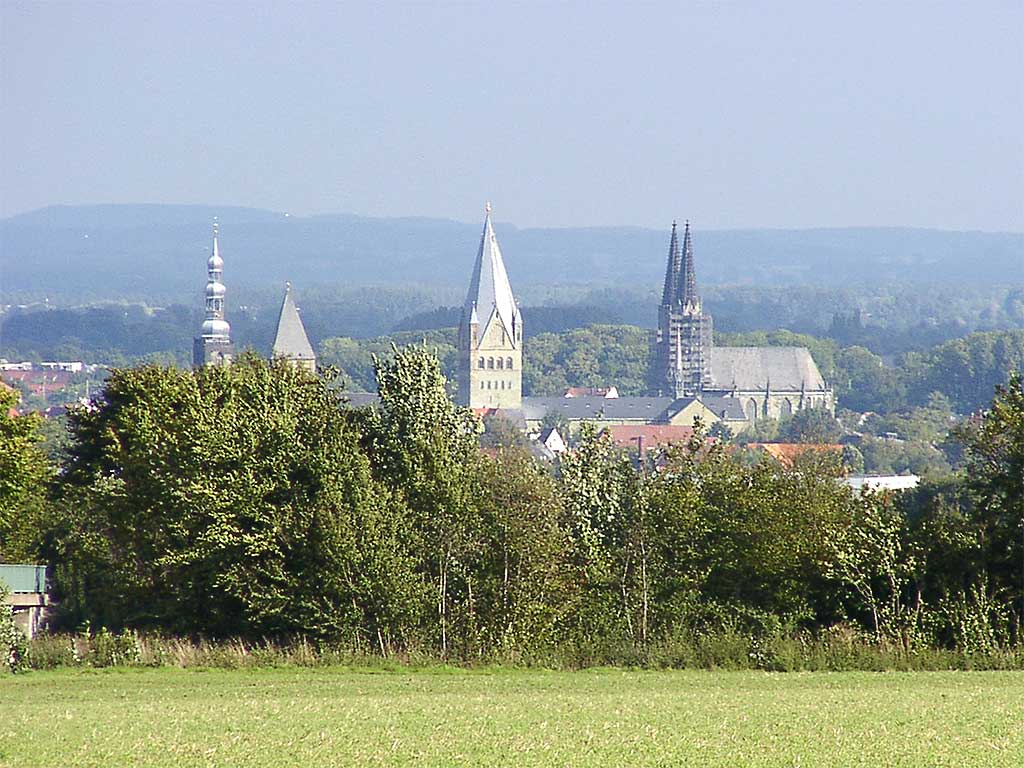
Soest

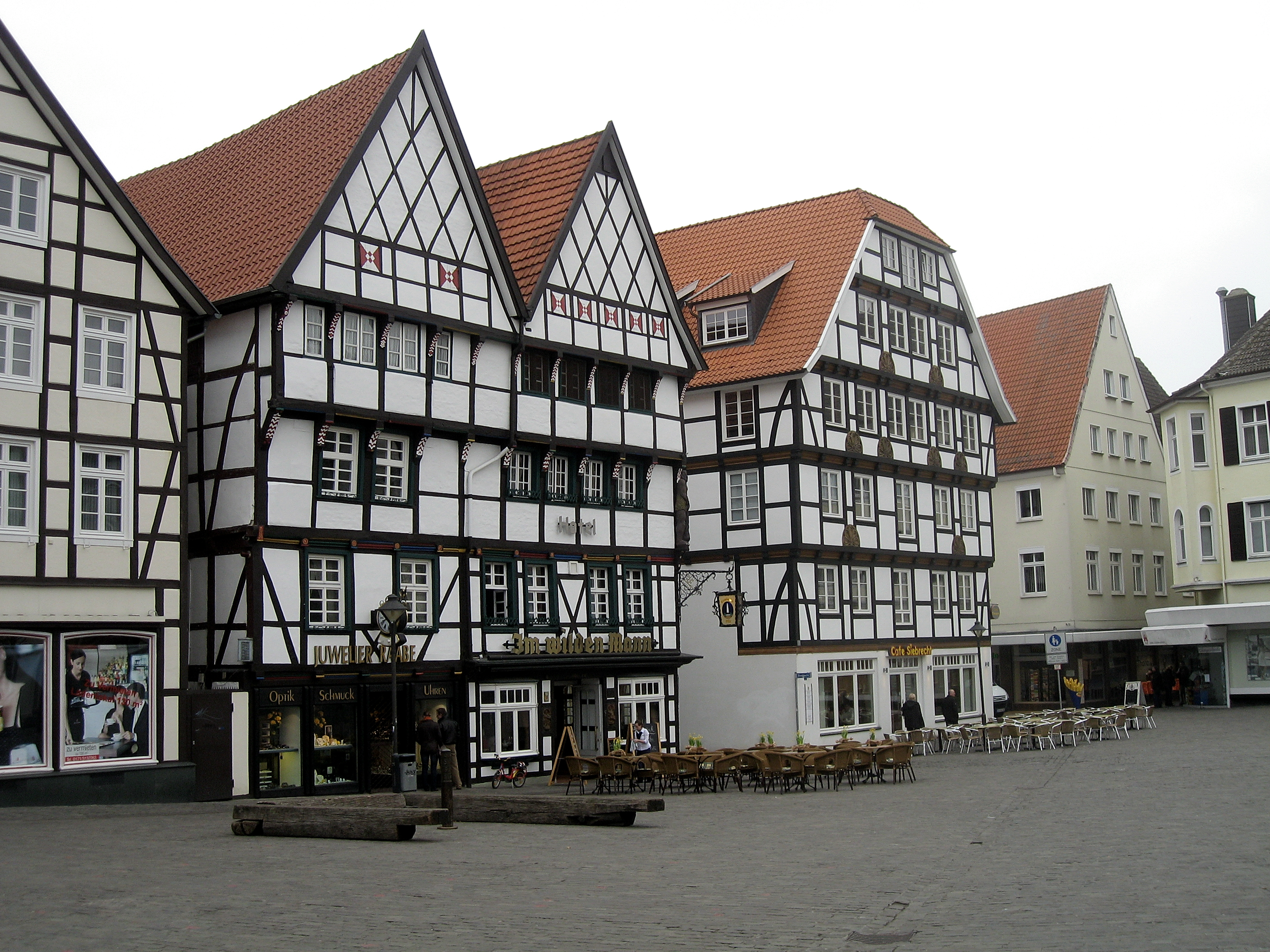
Zabudowa szachulcowa przy rynku w Soest

W wyniku reformy administracyjnej z 1969 roku, 1 lipca 1969 roku do miasta Soest dołączono 18 gmin, przez co powierzchnia miasta powiększyła się z 28 km² do prawie 86 km² a liczba mieszkańców z 35511 do 40320. Gminy te wraz z innymi 30 gminami należały w okresie od średniowiecza do 1809 roku do tzw. Soester Börde – obszaru pod rządami miasta Soest.
Soest podzielony jest na 18 dzielnic (Ortsteile):
| - Ampen - Bergede - Deiringsen - Enkesen bei Paradiese - Epsingsen - Hattrop | - Hattropholsen - Hiddingsen - Katrop - Lendringsen - Meckingsen - Meiningsen | - Müllingsen - Ostönnen - Paradiese - Ruploh - Röllingsen - Thöningsen |

## Gospodarka
W mieście rozwinął się przemysł spożywczy, maszynowy, elektrotechniczny, drzewny oraz włókienniczy.

## Historia
Badania archeologiczne potwierdziły osadnictwo na południowy wschód od kolegiaty św. Patroclusa w okresie 5500-5000 p.n.e. Samo Soest po raz pierwszy wzmiankowane jest w 836 roku jako Villa Sosat, przy okazji raportu z przewozu szczątków św. Wita z Saint-Denis do Corvey. Do rozwoju Soest przyczynił się szereg czynników: położenie przy szlaku handlowym, tzw. ''Hellweg'', żyzne ziemie regionu Soester Börde oraz handel solą. Pierwsze wzmianki o salinie w Soest pochodzą z VI wieku i działalność przemysłu solnego z ok. 500 roku została potwierdzona przez badania archeologiczne.
W ok. 780 w Soest wzniesiono pierwszy kościół w miejscu obecnego kościoła św. Piotra w ramach polityki chrystianizacji Niemiec północnych prowadzonej przez Karola Wielkiego. Wraz z rozwojem miasta zrodziła się potrzeba zbudowania większej świątyni i nowy kościół został poświęcony w 1150 roku a dwa lata później kościół odwiedził cesarz Fryderyk I Barbarossa.
Soest było pod rządami arcybiskupów Kolonii, którzy w ok. 960-65 roku wznieśli koło kościoła św. Piotra palatium. W 962 roku arcybiskup Kolonii Bruno I sprowadził do Soest relikwie św. Patroclusa, a w 965 roku w swoim testamencie zapisał 100 funtów w srebrze na fundację świątyni, obecnej kolegiaty św. Patroclusa.
W połowie XII wieku Soest otrzymało prawa miejskie, które najprawdopodobniej wywodziły się z praw stosowanych w Lombardii. Prawa te miały wpływ na prawa miejskie nadane Kolonii oraz Lubece i były stosowane na obszarze od Nadrenii do Pogórza Wezerskiego oraz w Westfalii poza Dortmundem.
W 1180 roku Soest otoczono nowym 3,5 km murem miejskim z dziesięcioma bramami – powierzchnia miasta zajmowała wówczas 102 ha. Jedynie Kolonia była większym miastem w regionie, a od 1300 roku większe były również Augsburg, Norymberga i Lubeka. Soest prowadziło handel z wieloma miastami Europy północnej i wschodniej – już w 1150 roku handlowano z Rosją. W 1253 roku Soest wraz z Dortmundem, Münster i Lippstadt zawiązało związek miast, m.in. w celu promowania handlu i stało się jednym z wiodących miast Hanzy. Od 1300 roku Soest zaczęło pobierać podatki, tzw. Börde od 48 okolicznych wsi.
W 1444 roku Soest rozpoczęło działania na rzecz uniezależnienia się od arcybiskupów Kolonii – doszło do wojny pięcioletniej zakończonej w 1449 roku przyznaniem Soest statusu wolnego miasta w księstwie Kleve. Soest uniezależniło się od archidiecezji, utraciło jednak powiązania handlowe z Kolonią i swoją silną pozycję – w księstwie Kleve znalazło się na jego peryferiach z dala od ośrodków handlowych. Doprowadziło to gospodarczego upadku miasta.
W połowie XVI wieku w mieście umocniły się ruchy reformacyjne i powstało sześć kościołów ewangelickich. Po zniszczeniach odniesionych podczas wojny trzydziestoletniej Soest złożyło w 1669 roku hołd księciu brandenburskiemu. Soest traci swe prawa po tym jak w 1751 roku Fryderyk II Wielki zniósł prawo samodzielności miast. Zniszczenia wojny siedmioletniej doprowadziły do ostatecznego upadku Soest.
W 1817 roku Soest zostaje miastem powiatowym (niem. Kreisstadt). Wraz z otwarciem linii kolejowej Hamm – Soest – Paderborn w 1850 roku Soest stało się znaczącym ośrodkiem transportowo-przeładunkowym pomiędzy Niemcami zachodnimi i środkowymi.
W 1934 roku, z uwagi na bardzo dobrze zachowana średniowieczną architekturę Soest, historyk sztuki Wilhelm Pinder zaproponował, by całemu miastu nadać status pomnika narodowego. Podczas II wojny światowej Soest zostało w 2/3 zniszczone – jednak Stare Miasto z zabudowaniami z XII–XV wieku uchowało się w dobrym stanie.
W Soest urodził się paleontolog Karl Torley.

## Transport
W mieście znajduje się stacja kolejowa Soest.

## Polityka

### Rada miejska
W wyniki wyborów do rady miejskiej, które odbyły 25 maja 2014 roku, poszczególne partie uzyskały następujące liczbę miejsc:
| Partia / Ugrupowanie     | Ilość miejsc | (por. do 2009) |
| ------------------------ | ------------ | -------------- |
| CDU                      | 18 miejsc    | (−1)           |
| SPD                      | 13 miejsc    | (+2)           |
| BG                       | 3 miejsca    | (−2)           |
| FDP                      | 2 miejsca    | (−2)           |
| Zieloni                  | 4 miejsca    | (±0)           |
| SO!                      | 4 miejsca    | (+1)           |
| Die Linke                | 2 miejsca    | (±0)           |
| Junges Soest             | 2 miejsca    | (+2)           |
| AfD                      | 1 miejsce    | (+1)           |
| Niemiecka Partia Piratów | 1 miejsce    | (+1)           |

### Wyniki wyborów komunalnych od 1975 roku
Tabela pokazuje wszystkie partie i ugrupowania polityczne, które uzyskały przynajmniej 1,95% głosów:
| Rok    | CDU  | SPD  | BG   | FDP  | Zieloni1 | SO! | JS  | Linke | AfD |
| ------ | ---- | ---- | ---- | ---- | -------- | --- | --- | ----- | --- |
| 1975   | 40,4 | 34,2 | 12,9 | 10,0 |          |     |     |       |     |
| 1979   | 43,5 | 36,9 | 9,9  | 6,7  |          |     |     |       |     |
| 1984   | 39,5 | 36,4 | 9,8  | 4,3  | 8,2      |     |     |       |     |
| 21989² | 33,4 | 38,4 | 12,8 | 4,5  | 8,1      |     |     |       |     |
| 1994   | 34,0 | 43,7 | 11,3 | 3,2  | 7,8      |     |     |       |     |
| 1999   | 47,0 | 30,6 | 15,1 | 2,6  | 6,0      |     |     |       |     |
| 2004   | 40,1 | 26,7 | 13,4 | 6,8  | 9,9      | 3,1 |     |       |     |
| 2009   | 39,7 | 23,0 | 9,6  | 9,1  | 9,0      | 6,2 |     | 3,4   |     |
| 32014³ | 34,8 | 26,1 | 6,9  | 4,4  | 8,4      | 7,0 | 3,5 | 4,5   | 2,6 |

Przypisy
1 Zieloni: 1984 i 1989: Zieloni, od 1994: B’90/Zieloni

2 1989: dodatkowo: REP: 2,8%

3 2014: dodatkowo: Piraci: 1,94%

### Współpraca
Miejscowości partnerskie:
| - Bangor, Wielka Brytania - Guérard, Francja - Herzberg (Elster), Brandenburgia - Kampen, Holandia - Ryga, Łotwa - Saint-Parres-aux-Tertres, Francja | - Sárospatak, Węgry - Soest, Holandia - Strzelce Opolskie, Polska - Tienen, Belgia - Visby, Szwecja |

## Kultura

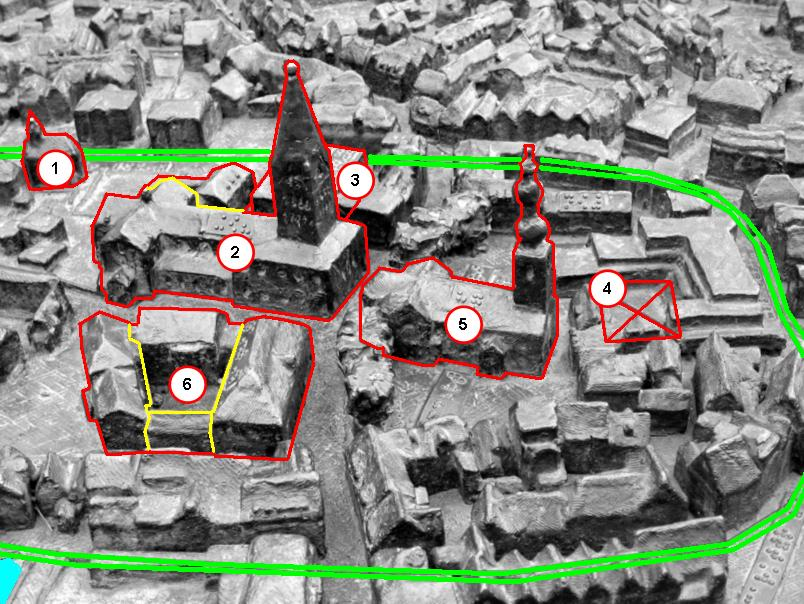
Ottońskie centrum starego miasta: 1) kaplica św. Mikołaja, 2) kolegiata św. Patroclusa, 3) Wilhelm-Morgner-Haus, 4) pozostałości biskupiego palatium, 5) kościół św. Piotra, 6) ratusz

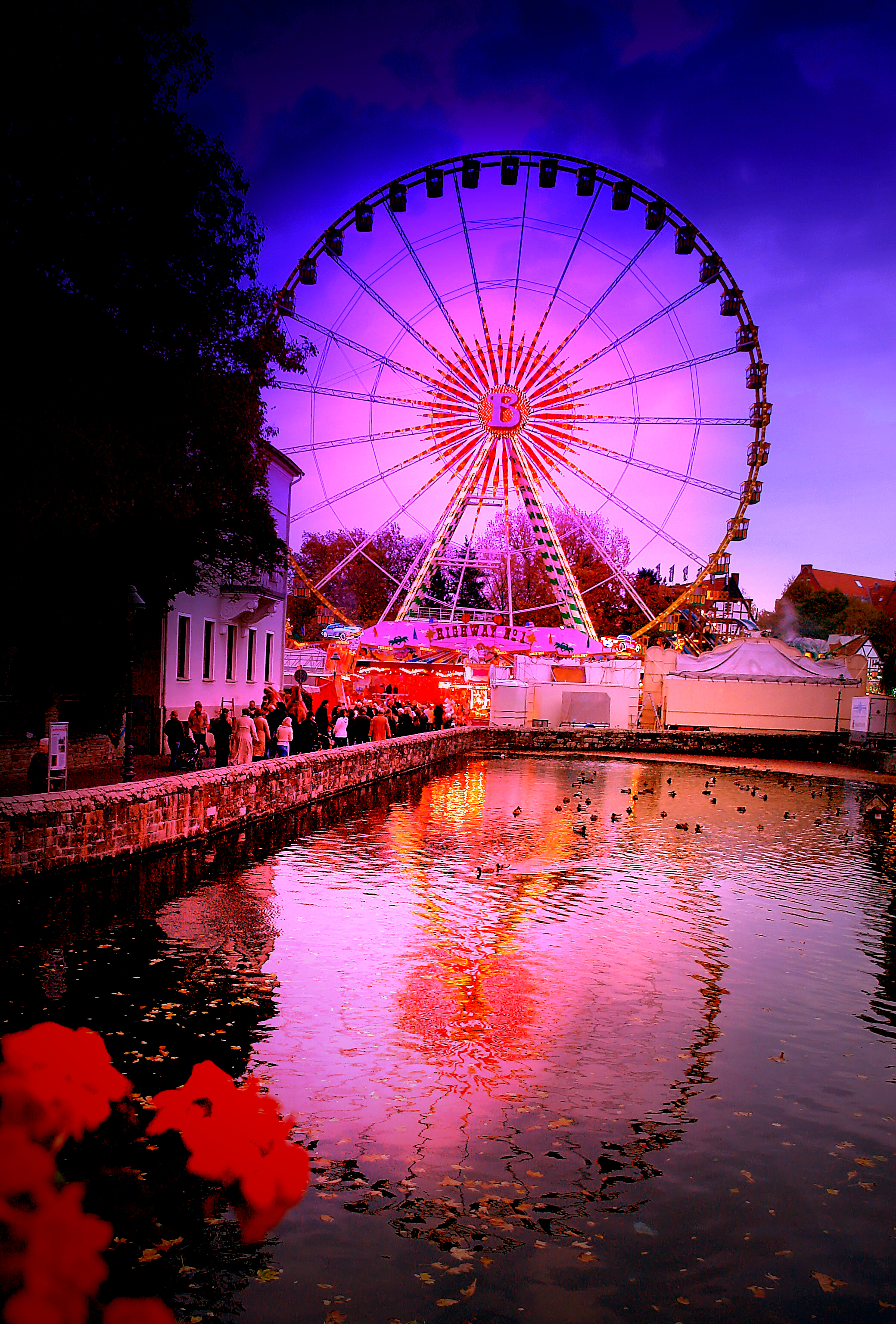
Allerheiligenkirmes 2006, młyńskie koło

### Zabytki
Pomimo znacznych zniszczeń wojennych, Stare Miasto z zabudowaniami z XII–XV wieku zachowało się w dobrym stanie a ponad 600 budynków znajduje się na liście zabytków.
- romańska kolegiata św. Patroclusa z wieżą z XII wieku[20]
- kaplica św. Mikołaja z XIII wieku z XV-wiecznym ołtarzem z obrazem św. Mikołaja ze szkoły Konrada von Soesta[21]
- pozostałości dawnego palatium arcybiskupów kolońskich[22]
- kościół św. Piotra z XII wieku[23]
- barokowy ratusz z 1716 roku[23]
- późnogotycki kościół pielgrzymkowy św. Marii z XIV–XV wieku z XV-wiecznym witrażem Westfälische Abendmahl, przedstawiającym Ostatnią Wieczerzę[24]

### Muzea
- Archiwum Miasta – zbiory dokumentów historycznych, zawierające m.in. pergamin z krowiej skory, na którym spisano prawa miejskie w XIII wieku i Nequambuch[21] – księgę z XIV–XV wieku, w której spisano rodzaje kar stosowanych za różne przestępstwa, m.in. opisano karę „huśtawki” za kradzieże z pól i ogrodów (niem. Wippestrafe), stosowaną w Soest w okresie od XIV do XVIII wieku. Przestępca wchodził na położone nad wodą schody, skonstruowane w taki sposób, by pod wpływem ciężaru przechylić się w pewnym momencie jak huśtawka, a znajdujący się na nich człowiek tracił równowagę i wpadał do wody. Obecnie zabawy z użyciem przechylnych schodów odbywają się w ramach święta strzeleckiego, przypadającego w czerwcu w sobotę po dniu św. Jana.
- Burghofmuseum – muzeum regionalne ze zbiorami miedziorytów Heinricha Aldegrevera[25]
- Muzeum Sztuki Wilhelm-Morgner-Haus – zbiory malarstwa ekspresjonistycznego (1891–1917)[21], m.in. 60 obrazów i 400 rysunków Wilhelma Morgnera (1891–1917) z Soest oraz prace Christiana Rohlfsa, Otto Modersohna, Emila Noldego, Franza Nölkena i innych[26]
- Grünsandstein-Museum – muzeum zielonego piaskowca[21]
- Haus Kükelhaus – muzeum Hugo Kükelhausa (1900–1984) – niemieckiego pedagoga i artysty w jego dawnym domu[21]
- Museum belgischer Streitkräfte – muzeum poświęcone historii belgijskich garnizonów wojskowych na terenie Niemiec[21]
- Osthofentor-Museum – muzeum średniowiecznej obronności[21]

### Festyny
- Od średniowiecza w mieście organizowany jest doroczny festyn Allerheiligenkirmes, który wzmiankowany był po raz pierwszy w 1338 roku[21]. Słowo Kirmes pochodzi od średnio-wysoko-niemieckiego słowa kirmesse, skrót od Kirchweihmesse, oznaczającego mszę z poświęcenie kościoła. Festyn zaczyna się w pierwszą środę po Wszystkich Świętych i trwa pięć dni[21].
- Co roku w czerwcu organizowany jest Bördetag.
- W lipcu okoliczni producenci win organizują Winzermarkt.

### Produkty lokalne
Lokalne produkty z Soest to: pumpernikiel i Bullenauge.
W Soest znajduje się piekarnia Haverland, założona w 1570 roku przez Jörgena Haverlantha, najstarsza piekarnia produkująca pumpernikiel w Niemczech i najprawdopodobniej na świecie.
Napój alkoholowy Bullenauge powstał w 1964 roku podczas zebrania zarządu ówczesnej mleczarni Hellweg, kiedy to zabrakło Kornu, ale znalazł się likier Mokkalikör, do którego dodano śmietany. Kompozycja ta przypominała oko byka (niem. Bullenauge) – stąd jego nazwa. Bullenauge jest tradycyjnie serwowany podczas festynu Allerheiligenkirmes.